# Rothisilpha latreilleae
Rothisilpha latreilleae är en kackerlacksart som beskrevs av Philippe Grandcolas 1997. Rothisilpha latreilleae ingår i släktet Rothisilpha och familjen storkackerlackor.
Artens utbredningsområde är Nya Kaledonien. Inga underarter finns listade i Catalogue of Life.